# Nikon 1 S2
Nikon 1 S2 je digitální fotoaparát s výměnnými objektivy (bezzrcadlovka) uvedený na trh 14. května 2014.

## Popis fotoaparátu
Disponuje CMOS čipem o rozměrech 13,1 × 8,8 mm (tzv. 2,7× crop: snímače je po obou stranách 2,7× menší než kinofilmové políčko, přesněji řečeno jeho celková plocha je ~13 % velikost kinofilmového políčka / „full-frame“ čipu). Generačně spadá do druhé generace firemních bezzrcadlovek řady 1 (ve značení Nikonu jde o formát CX). Přístroj nabízí citlivosti od ISO 200 po ISO 12800 a je dodáván s levnějším setovým objektivem 1 Nikkor 11–27,5 mm F3,5–5,6 bez optické stabilizace (šíře záběru ekvivalentní objektivu o rozsahu ~30 až 75 mm).
Expoziční časy jsou podporovány v rozsahu 1/16000 až 30 sekund plus bulb (který je časově omezen na 2 minuty). Citlivost lze nastavit i na automatickou volbu v rozsahu od ISO 200 po ISO 800, ISO 3200, resp. ISO 6400. Autofokus využívá 135 ostřících oblastí/bodů, z toho je 73 bodů na snímači s detekcí fáze.
Jako jiné modely řady Nikon 1 S(x), ani model S2 nedisponuje (elektronickým) hledáčkem a není jej možné ani dodatečně osadit. Podporováno je sériové snímání v plném rozlišení až rychlostí 60 fps. Video lze ukládat až do velikosti 1920×1080 při 60 fps ve formátu H.264 se stereo zvukem. Během něj mohou být automaticky v určitých intervalech ukládány JPEG snímky. Přístroj je prodáván v barevných variantách černá, bílá, žlutá, červená.